# Lithacodia nemorum
Lithacodia nemorum är en fjärilsart som beskrevs av Charles Oberthür 1880. Lithacodia nemorum ingår i släktet Lithacodia och familjen nattflyn. Inga underarter finns listade i Catalogue of Life.